# Kékhomlokú fűpapagáj
A kékhomlokú fűpapagáj (Neophema elegans), korábban kékhomlokú papagáj, a madarak osztályának papagájalakúak (Psittaciformes) rendjébe és a szakállaspapagáj-félék (Psittaculidae) családjába tartozó faj.

## Előfordulása
Ausztrália területein honos.

## Tartása
Csinos voiler-madár, védőházikóval ellátott kerti házikóban átteleltethető. Kertben tartva, a nyári hónapokban gondoskodjunk számára árnyékról, ahol meghúzhatja magát. Gyorsan megszelídül, más madarakkal szemben nem agresszív. Táplálása a Bourke-papagájéval megegyezik.

## Megjelenése
Testhossza 22 centiméter, testtömege 42-51 gramm. Alapszíne a zöld sárgás csillogással. Homlokán kék sáv húzódik; a kantár elülső fele és torka sárgás. Hasának közepe narancsszínű vagy sárga. A külső szárnyfedők fényeskékek, az evezők kékesfeketék. A farktollak felső felülete kék, az alsó sárga, a közepes farktollak kékesszürkék. Írisze barna, csőre, lába barnás. A tojó színei általában halványabbak, a homloksáv keskenyebb, a szárnyain kevesebb a kék, a narancsszínű hasfolt is halványabb vagy hiányzik. Evezőtollai barnásak.

## Életmódja
Hangja kellemes, fuvolázó:csit-csit. Tápláléka gyommagvakból és gyümölcsökből áll. Evés közben nyúgott, máskor zajong.

## Szaporodása
Költéskor párban vagy 20–50 fős csapatokban élnek. Ágvillákban és kivénhedt fatuskón fészkel. Fészekalja 4–5 tojásból áll, költési ideje 18 nap, fészkelési ideje 28 nap. Kirepülés után a fiókák ijedsőek.